# Bắt đầu từ nay (thuật ngữ)

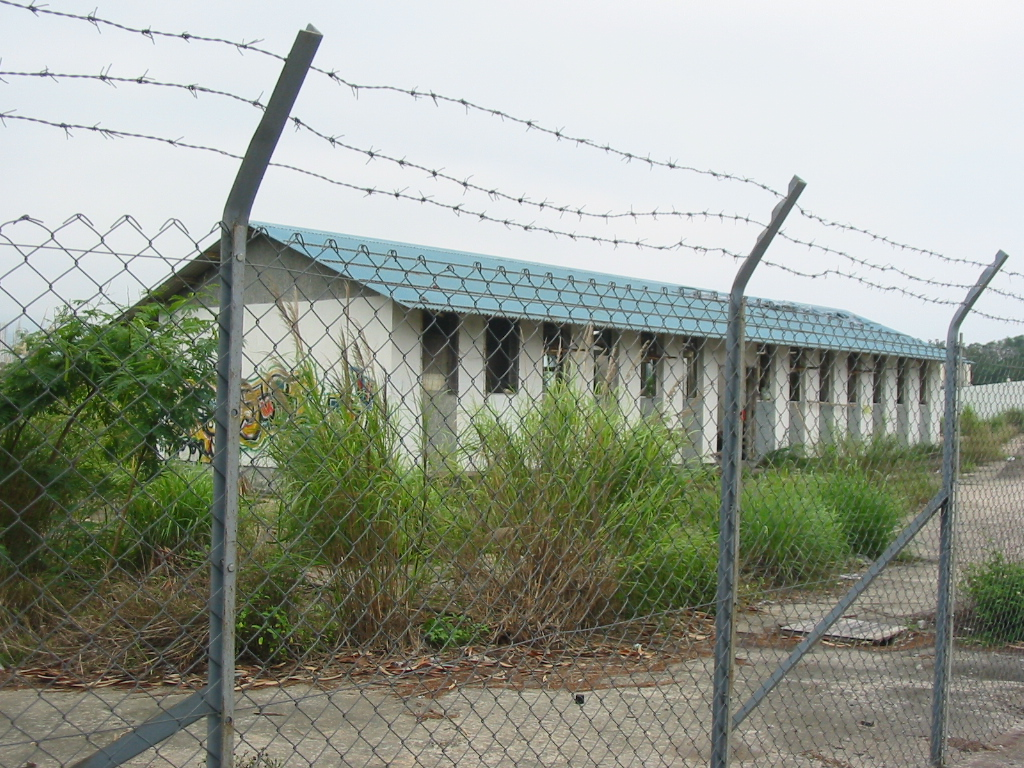
Trại tị nạn Whitehead, Hồng Kông, đã bỏ hoang không sử dụng từ năm 2008

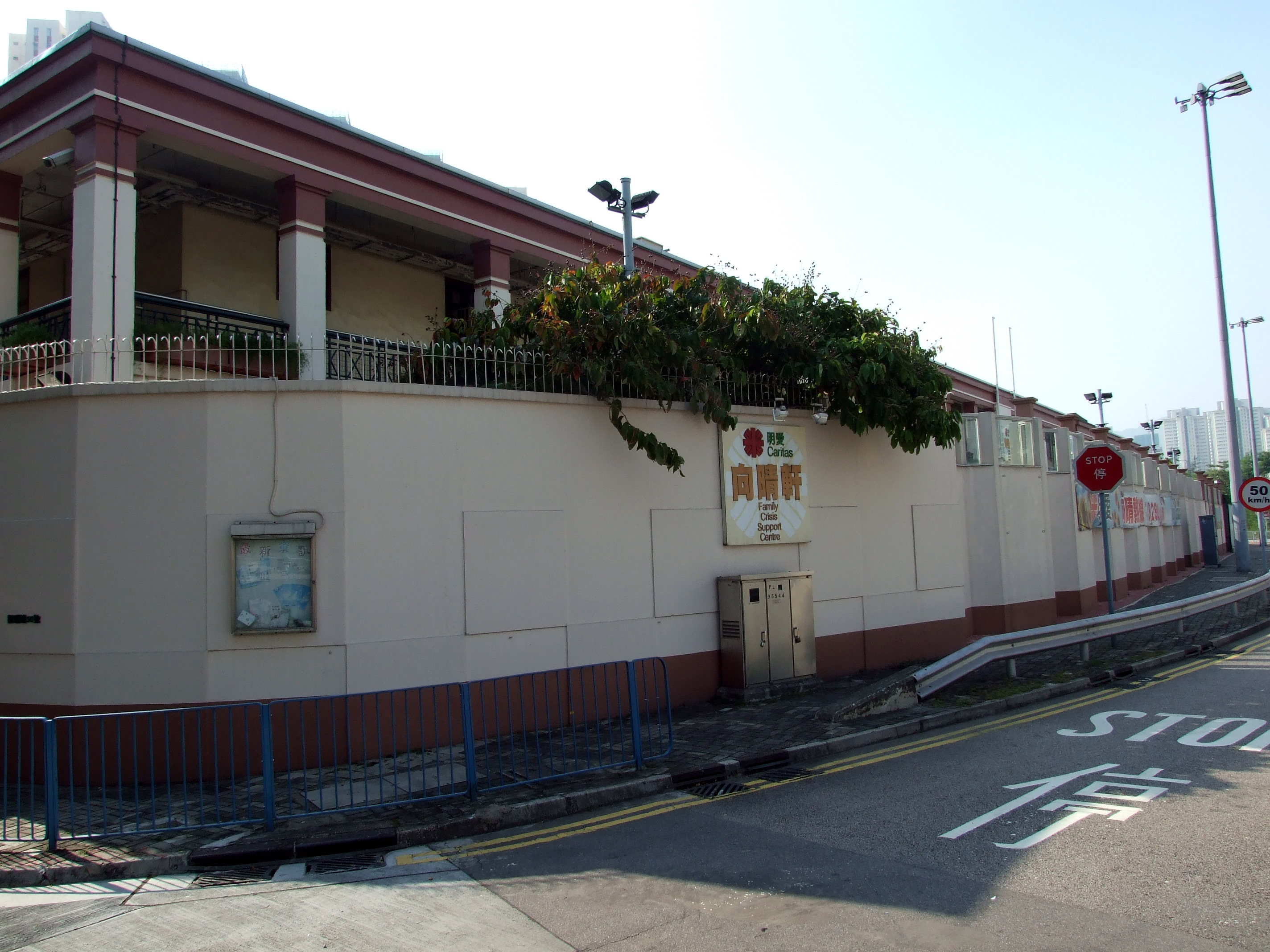
Trụ sở Lực lượng Không quân Hoàng gia cũ nằm trên đường Quan Đường, Khải Đức, nơi trú ngụ của những thuyền nhân cho đến năm 1997

Bắt đầu từ nay (tiếng Trung: 不漏洞拉; Hán-Việt: Bất lậu động lạp; Việt bính: bat1 lau6 dung6 laai1) là một cụm từ tiếng Quảng Đông là một cụm từ vốn được sử dụng để bắt đầu một thông cáo dịch vụ công cộng bằng tiếng Việt trên radio tại Hồng Kông vào cuối thập niên 1980 và đầu thập niên 1990. Tần số phát sóng (gần một lần mỗi giờ) cho phép nhiều người Hồng Kông học được cụm từ Việt Nam này mà không biết ý nghĩa thực tế của nó. Nó thường bị nhầm lẫn như một lời chào, và cụm từ này cuối cùng trở thành một phép ẩn dụ nổi tiếng cho người Việt Nam, nhưng nó cũng có thể bị người Việt Nam ở Hồng Kông coi như một sự xúc phạm. Thông cáo này cũng được phát cho người Việt đang trú ngụ trong các trung tâm giam giữ ở Hồng Kông như Trung tâm giam giữ Chi Ma Loan.

## Bối cảnh
Sau sự kiện 30 tháng 4 năm 1975, rồi tiếp đến là Chiến tranh biên giới Tây Nam và Chiến tranh biên giới phía Bắc, một làn sóng thuyền nhân rất lớn rời Việt Nam. Với tin tức về thuyền nhân phải đương đầu với sóng gió Biển Đông và hải tặc, dư luận quốc tế rất thông cảm với thân phận của những người này. Nhiều quốc gia hứa sẽ nhận những người thuyền nhân này và họ được tự động xem là người tị nạn theo công ước quốc tế.
Vào năm 1988, chính phủ thuộc địa Hồng Kông chấp hành chính sách Kế hoạch Hành động Toàn diện (Comprehensive Plan of Action - CPA), nhằm ngăn chặn số thuyền nhân có nguồn gốc từ Đông Dương, sau khi chế độ cộng sản lên cầm quyền ở Việt Nam và Lào. Sau thời hạn chót là 16 tháng 6 năm 1988, những thuyền nhân Đông Dương đến Hồng Kông không còn được tự động xem là người tị nạn. Họ phải được phỏng vấn và sàng lọc trước khi được công nhận là người tị nạn. Những người không được công nhận là tị nạn bị trục xuất về Việt Nam và Lào theo một chương trình hồi hương có trật tự và được giám sát.
Một trong những cách để chính quyền Hồng Kông thông báo chính sách này là dùng Radio Television Hong Kong (RTHK), một công ty phát thanh được điều hành với sự tài trợ của Chính phủ. Chính phủ dự định sử dụng thông cáo truyền thanh này để thông báo cho thuyền nhân Đông Dương rằng họ có thể bị đưa về nước và không khuyến khích họ đến Hồng Kông.
Thông cáo trên radio được phát thanh nhiều lần mỗi ngày. Tuy người Hồng Kông không hiểu tiếng Việt, nhiều người nhớ được thông cáo vì nghe thông cáo này nhiều lần.

## Nội dung
Thông cáo bắt đầu với một câu nói bằng tiếng Quảng Đông, ngôn ngữ phổ biến tại Hồng Kông.
"香港[政府]對越南船民已經實施甄別政策。跟住嗰段越南話廣播，就係向佢哋講述呢個政策嘅內容。"
Nghĩa là:
"Chính phủ Hồng Kông đã chấp hành "Kế hoạch Hành động Toàn diện" đối với thuyền nhân Việt Nam. Thông cáo tiếng Việt sau đây sẽ giải thích cho họ chính sách này..."
Đoạn thứ hai nói bằng tiếng Việt với giọng Quảng Đông.
"Bắt đầu từ nay, một chính sách mới về thuyền nhân Việt Nam đã được chấp hành tại Hồng Kông. Từ nay về sau, những thuyền nhân Việt Nam kiếm cách nhập cảnh Hồng Kông với thân phận những người di tản vì vấn đề kinh tế sẽ bị coi là những người nhập cảnh phi pháp. Là những người nhập cảnh phi pháp, họ sẽ không có chút khả năng nào để được đi định cư tại nước thứ ba, và họ sẽ bị giam cầm để chờ ngày giải về Việt Nam."
Sau đó là đoạn kết thúc bằng tiếng Quảng Đông:
"剛才嗰段越南話廣播，係向企圖進入香港嘅越南船民，講述香港對佢哋實施嘅甄別政策。"
Nghĩa là:
"...Thông cáo bằng tiếng Việt vừa phát thanh giải thích chính sách "Kế hoạch Hành động Toàn diện" mà chính phủ Hồng Kông chấp hành đối với thuyền nhân Việt Nam muốn nhập cảnh Hồng Kông."

## Sử dụng để chỉ đến người Việt
Thông cáo này được phát thanh nhiều lần trên RTHK, một trong những đài radio với nhiều thính giả nhất tại Hồng Kông. Vì thông cáo này sử dụng một ngôn ngữ nước ngoài, nó đã thu hút sự chú ý của rất nhiều khán thính giả người Hồng Kông. Dần dần, nhiều người Hồng Kông đã nhớ được cụm từ đầu tiên là "bắt đầu từ nay". Họ thường phiên âm thành "北漏洞拉" (bak1 lau6 dung6 laai1) hay "不漏洞拉" (bat1 lau6 dung6 laai1), mặc dù cách phát âm tiếng Quảng Đông miền Bắc gần với cách phát âm của cụm "不度隊泥" và của miền Nam gần với cụm "北逗隊奶" hơn. Khi ngày càng có nhiều người Hồng Kông học được cụm từ tiếng Việt này, họ bắt đầu sử dụng cách chuyển ngữ bằng tiếng Quảng Đông này để đại diện cho người Việt Nam.
Bối cảnh của cụm từ này còn đang là chủ đề gây tranh cãi. Mặc dù có thể một số người Việt Nam ở Hồng Kông sẽ nói đùa rằng "I'm going to Bắt đầu từ nay", có nghĩa là tôi sẽ đến Việt Nam, đôi khi nó bị coi là xúc phạm. Tuy nhiên, như nhiều thuyền nhân Việt Nam ở Hồng Kông có gốc Trung Quốc và thường là người Quảng Đông, cụm từ hiếm khi được coi là "phân biệt chủng tộc". Một số người Hồng Kông không biết ý nghĩa và bối cảnh của cụm từ tiếng Việt này nghĩ rằng nó có ý nghĩa tích cực như "sawatdee" (câu chào trong tiếng Thái Lan), hay như "bạn thân yêu", "chào đồng chí", "các bạn thân mến", hoặc thậm chí "xin chào". Nếu họ sử dụng cụm từ tiếng Việt để chào đón một người Việt Nam, người Việt Nam có lẽ sẽ cảm thấy bị xúc phạm, hoặc không hiểu chuyện gì đang xảy ra.

## Sự mô tả trong truyền thông Hồng Kông

### Ban đầu
Ví dụ đầu tiên ghi lại việc sử dụng "Bắt đầu từ nay" trong các chương trình giải trí Hồng Kông là trong những năm 1980, khi nó được sử dụng trong một đoạn của chương trình giải trí truyền hình vui nhộn Enjoy Yourself Tonight. Trong đoạn này, một cuộc chiến ở trại tị nạn được bắt chước lại một cách hài hước, và hai nam diễn viên, sử dụng tên nhân vật là "Bắt đầu" và "Từ nay", ẩu đả với một trong số các khán giả (được thủ vai bởi một nam diễn viên khác) trong buổi họp của "Hội đồng Lập pháp", người nổi tiếng vì đã tạo ra tình trạng hỗn loạn trong các cuộc họp của Hội đồng Lập pháp.

### Thập niên 1990
Trong những năm 1990, một số người tìm kiếm tị nạn đã sử dụng các công cụ tự chế tạo để vượt qua hàng rào xung quanh các trại tị nạn và trốn thoát.. Sự kiện này được tái hiện lại trên chương trình nhại lại tin tức hài hước của RTHK là Headline News. Trong đoạn video, cụm từ được chia thành các phần sau
- Bắt đầu? (不漏?) (phiên âm là "bất lậu", nghĩa là "Không để lộ ra?", một cụm từ ám chỉ đến các biện pháp an ninh được cho là ở mức độ cao trong trại tị nạn)
- từ! (洞!) (phiên âm là "động", nghĩa là "lỗ hổng!", một cụm từ ám chỉ đến các lỗ đã được cắt và sử dụng làm đường thoát).
- nay! (拉!) (phiên âm là "lạp", nghĩa là "bắt giữ!", một cụm từ ám chỉ đến việc bắt giữ cuối cùng của những người trốn trại).

### Thập niên 2000
Vào thập niên 2000, ẩm thực Việt Nam trở nên phổ biến ở Hồng Kông, và cụm từ này, vốn đã dần trôi vào quên lãng sau khi giải quyết vấn đề tị nạn, lại nổi lên trong một chiến dịch quảng cáo cho một nhà hàng Việt Nam.

#### Thông cáo bông đùa
Trong dịch bệnh SARS năm 2003 ở Hồng Kông, Cát Dân Huy, một diễn viên hài địa phương, đã giả mạo thông tin về chính sách người tị nạn giả mạo để làm nhái cuộc khủng hoảng SARS.
Định dạng của bản thông cáo giả tương tự với thông báo ban đầu.
越南政府已經向香港市民入境限制。越南政府已經向香港疫民實施隔離政策，以下嘅一段廣東話廣播，係向企圖進入越南嘅香港疫民，講述呢個政策嘅內容:
(Tạm dịch: Chính phủ Việt Nam đã bắt đầu áp dụng các biện pháp hạn chế nhập cảnh đối với công dân Hồng Kông. Thông cáo bằng tiếng Quảng Đông sau đây nhằm thông báo chính sách cho những công dân khu vực dịch Hồng Kông đang cố gắng vào Việt Nam)
Tiếp đó là đoạn văn tiếng Quảng Đông (với một giọng Việt Nam hài hước).
一入就拉，疊起一堆，莫問到越南，驗疫執行大行動。唔理肥瘦，請勿進越南，遵守入境奉告，強闖者入境隨時係咁大，帶銀來入境照「烹」，藏匿者將公刊樣貌，發現會被控，兼大碌竹蹦，傳播者被監禁，之後照踢出越南！
(Tạm dịch: Bắt đầu từ nay, một chính sách mới, [tất cả các khách nhập cảnh sẽ] bị bắt ngay lập tức và bị gom lại thành nhóm. Từ nay về sau, xin đừng nghĩ đến việc đến Việt Nam, [khi] có một chiến dịch khổng lồ để thực thi việc kiểm dịch. [Chúng tôi] không quan tâm bạn mập hay gầy, xin đừng vào Việt Nam. Tuân thủ hướng dẫn nhập cảnh [này]. Những người cố vào Việt Nam sẽ kết thúc cuộc đời ngay lập tức. Chúng tôi sẽ cưỡng chế trục xuất ngay cả với những người mang tiền [hối lộ] đến biên giới. [Những người] lẩn trốn sẽ bị công khai danh tính [trong công báo]. [Những người] bị bắt quả tang sẽ bị buộc tội [với một tội danh], và bị đánh nhừ tử bằng chuỳ. Những người khiến [dịch bệnh] lây lan sẽ bị bỏ tù, và bị trục xuất khỏi Việt Nam ngay tức khắc!)
Sau đó, thông cáo kết thúc với một câu khác bằng giọng đọc tiếng Quảng Đông với âm sắc thông thường.
以上係越南政府已經向香港嘅市民入境檢疫嘅政策。
(Tạm dịch: Thông báo trên đây là của Chính phủ Việt Nam nhằm mục đích làm rõ chính sách kiểm dịch nhập cư cho người dân Hồng Kông)